# José Francisco Peña Gómez
José Francisco Antonio Peña Gómez (Esperanza, Valverde; 6 de marzo de 1937 - Cambita Garabitos, 10 de mayo de 1998) fue un abogado y político dominicano. Líder del Partido Revolucionario Dominicano (PRD) tras el golpe de Estado de 1963 contra Juan Bosch, se postuló en tres ocasiones a la presidencia de la República Dominicana (1990, 1994, 1996). Fue alcalde de Santo Domingo entre 1982 y 1986.
Se le considera, junto con Joaquín Balaguer y Juan Bosch, como una de las figuras más prominentes de la política dominicana del siglo XX.

## Primeros años y formación académica
José Francisco Peña Gómez nació el 6 de marzo de 1937 en La Loma del Flaco, Valverde, República Dominicana. Sus padres biológicos fueron Vicente Oguís y María Marcelino, pero fue adoptado por una pareja cuando sus padres se vieron obligados a huir a Haití debido a la masacre perpetrada contra los haitianos en 1937 por el dictador Rafael Leónidas Trujillo.
La familia adoptiva lo crio y educó como a su propio hijo, dándole su apellido, una acción que más tarde reflejaría el profundo interés de Peña Gómez por las causas de los más desfavorecidos. Una de las ironías de su vida pública fue descubrir, en 1994, que su compañero de boleta presidencial era Fernando Álvarez Bogaert, hijo de la familia propietaria de la finca en la que él había crecido.
A raíz de su crianza, Peña Gómez cultivó un voraz apetito intelectual que complementó con una educación autodidacta. A los 8 años, comenzó a trabajar en una tienda de abarrotes y en un bar. Durante su adolescencia, ocupó diversos trabajos, como zapatero y aprendiz de barbero.
En 1952, a los 15 años, se convirtió en instructor en un programa de alfabetización para niños pobres de su provincia natal, y más tarde se desempeñó como profesor en escuelas rurales. En 1959, se trasladó a Santo Domingo, donde se matriculó en un curso de radiodifusión. Su talento natural lo llevó a ser rápidamente contratado por una estación de radio, donde comenzó a anunciar los juegos de béisbol y otros eventos deportivos.
En 1961 realiza un curso de Ciencias Políticas en San José, Costa Rica; participando en ese mismo año en un curso de Educación Política en San Juan de Puerto Rico.
En 1962 continúa su capacitación en Ciencias Políticas, esta vez en las Universidades de Harvard y Míchigan, en Estados Unidos.
En 1970 se graduó de Doctor en Ciencias Jurídicas en la Universidad Autónoma de Santo Domingo. Y en ese mismo año obtiene el Doctorado en Derecho Constitucional y Ciencias Políticas en la Sorbona de París.

## Guerra de abril y exilio
Desde 1961, Peña Gómez se convirtió en un aliado de Juan Bosch, el entonces líder del Partido Revolucionario Dominicano. Bosch ganó las elecciones presidenciales de 1962, el primer presidente democrático en 32 años, pero su gobierno fue derrocado en un golpe militar el 25 de septiembre de 1963. En 1965, Peña se reveló y por medio de la radio donde laboraba como locutor llamó a la insurrección popular contra el golpe militar pidiendo el retorno de Bosch.  El Presidente de EE. UU. Lyndon Johnson ordenó una invasión militar para evitar lo que temía era un posible movimiento comunista en el país. Sin embargo, Peña Gómez usó sus habilidades oratorias en oposición a esa intervención. Al final, una negociación forzada llevó a Joaquín Balaguer, a la presidencia y al PRD a una larga oposición para los próximos 12 años. La represión por parte de Balaguer fue intensa durante todo ese período.
Refugiado en Francia, Peña Gómez estudió ciencias políticas y derecho constitucional y ley laboral durante dos años en la Universidad de París. En el exilio, también estuvo involucrado en los esfuerzos para obtener la condena internacional de violaciones de los derechos humanos en la República Dominicana, y donde estableció relaciones con grupos internacionales que serían importantes para el resto de su vida.

## Liderazgo dentro del PRD
Antes de 1973, Juan Bosch y Peña Gómez tuvieron un enfrentamiento que resultó en la ruptura de Bosch con el partido que había fundado y con la creación de uno nuevo. En noviembre, Bosch renunció para formar el Partido de la Liberación Dominicana. Bajo el liderazgo de Peña, el PRD ganó las elecciones presidenciales de 1978 con Antonio Guzmán y de 1982 con Salvador Jorge Blanco, y él mismo fue síndico de Santo Domingo desde 1982 a 1986. Esta posición automáticamente lo convirtió en un fuerte contendiente para la presidencia. Pero su partido lo hizo a un lado en 1986, con el argumento de algunos de sus líderes de que sería imposible que un hombre negro, especialmente uno de ascendencia haitiana, pueda convertirse en presidente. Peña perdió las primarias de Jacobo Majluta, después de que una revuelta violenta se produjera en el hotel Dominican Concorde, el lugar donde tuvo lugar el encuentro. Ese episodio es recogido en la historia como "el concordazo" y para que se pudiera presentar un candidato en las elecciones del 16 de mayo de 1986 el entonces presidente Salvador Jorge Blanco debió promover lo que se denominó como "Pacto la Unión". Con el PRD marcado por las luchas internas y el descontento generalizado por la corrupción, bajo la presidencia de Jorge Blanco, Balaguer volvió a ser reelegido.
En 1990, Peña ganó la candidatura. Con un partido debilitado, Peña se postuló para la presidencia, quedando en tercer lugar detrás de Balaguer del Partido Reformista Social Cristiano y Bosch del Partido de la Liberación Dominicana.
En 1994 el PRD estuvo fortalecido y consolidado. La campaña presidencial fue muy intensa y polarizada, y Peña perdió ante Balaguer en unas elecciones muy cerradas, marcada por fuertes irregularidades. Peña convocó una huelga general que fue apoyada ampliamente por sus seguidores. 
La crisis postelectoral y las  presiones internacionales obligaron a la negociación de una salida política, con la participación de los principales  Partidos del país, la Iglesia Católica y otros sectores representativos de la sociedad. Agobiado por las presiones,  Balaguer propuso la firma de un pacto el cual se convertiría en el Pacto por la democracia en el que se planteó la reducción de su mandato a dos años para luego entregarlo a su más cercano contendor. Esa propuesta fue rechazada por Peña Gómez, ante esta situación, Balaguer aceptó reducir su período a 18 meses y cedió a la celebración de elecciones presidenciales el 16 de noviembre de 1995.
El acuerdo firmado finalmente en el   Palacio Nacional, el 10 de agosto de 1994, establecía la convocacion de la Asamblea Nacional a fin de reformar la Constitución para establecer una nueva fecha de elecciones presidenciales, el 16 de mayo de 1996, y no en  noviembre de 1995 como se había acordado, con lo cual se separaban de las elecciones municipales y congresuales, que serían en mayo de 1998; prohibir la reelección en dos períodos consecutivos, y establecer la doble vuelta si ningún candidato obtenía el 50 por ciento más uno de los votos.
En las elecciones de 1996 el PRD llevó a Peña Gómez como candidato, el PRSC llevó a Jacinto Peynado y el PLD a Leonel Fernández.
La campaña fue más intensa que la de 1994.  Sobre Peña Gómez se continuaban levantando cuestionamientos sobre su nacionalidad, lo acusaban de  tener origen haitiano y de estar vinculado al narcotráfico. Esa campaña fue calificada por  el propio Peña Gómez de sucia y racista.
El PRD y aliados obtuvo  1,270,000 el 47%, el PLD   y aliados alcanzaron 1,076,872 sufragios para un 38% y el PRSC  y aliados  420,560 votos para un 14.9%. La abstención en la primera vuelta llegó a 20.16 por ciento. En la primera vuelta  ninguno de los candidatos alcanzó el 50 más uno de los votos siendo el PRD y el PLD los partidos con la mayoría de votos. 
Para la segunda vuelta fueron aliados tácticamente el PRSC y PLD  con la firma del
Frente Patriótico, el cual fue concretado en un acto público, en el Palacio de los Deportes; en contra del PRD y Peña Gómez. El PLD ganó la Presidencia al  obtener un 1,466,382 votos, contra un 1,394,641 sufragios del PRD.  Hubo 1,045 votos observados y 18,829 votos nulos.

## Logros Obtenidos
- Como locutor y presentador de unos de los programas de radio más populares de la época hizo un llamado a la sociedad dominicana en abril de 1965 a lanzarse a las calles para exigir la vuelta a la constitucionalidad, en horas la ciudad capital estaba abarrotada de gentes en las calles.

- Luego de que el Dr. Balaguer le ganara las elecciones (1994) fue el propulsor de un acuerdo entre los principales líderes políticos de la época, este acuerdo fue llamado Pacto por la Democracia en el cual se acordó la no reelección, la reducción del gobierno de Balaguer, la celebración de elecciones en mayo de 1996, entre otras cosas.

- Impulsó la inclusión de la doble nacionalidad en la constitución de la República Dominicana, logrando los dominicanos gozar de dos nacionalidades sin perder la nacionalidad dominicana.

- Fue vicepresidente de la Internacional Socialista, sindico de Santo Domingo, presidente del PRD y candidato presidencial del mismo.

- En la poblada de abril del 1984 jugó un importante papel evitando un posible golpe de Estado al gobierno de su partido. Esa llanada poblada fue un movimiento espontáneo fruto de las medidas económicas del gobierno de Salvador Jorge Blanco que se aprestaba a firmar un acuerdo de Stand-by con el Fondo Monetario Internacional (FMI) justo un 24 de abril fecha en que se conmemoraba la Revolución del 24 de abril de 1965 y José Francisco Peña Gómez arengó en un discurso radial a las Fuerzas Armadas Dominicanas a que reprimieran las protestas de toda la población terminando con 158 muertos y miles de heridos en todo el país, justificándolo con un supuesto "Golpe de Estado", que nunca presentaron pruebas de la presumible conjura para derrocar el gobierno.

- Creación del Consejo Nacional de la Magistratura  (CNM) de la República Dominicana.

## Últimos años y muerte
Poco después de 1994 comenzaron los primeros síntomas del cáncer pancreático que aquejaba a Peña Gómez. La enfermedad cedió después de un tratamiento en los Estados Unidos. Más tarde, el cáncer reapareció, y Peña Gómez pasó la mayor parte del resto de su vida yendo y viniendo entre Santo Domingo y Nueva York, donde fue sometido a tratamiento médico. Finalmente murió de un edema pulmonar el 10 de mayo de 1998 en su casa de Cambita Garabito, San Cristóbal, 6 días antes de las elecciones congresionales y municipales donde se postulaba como síndico de Santo Domingo. Su deceso provocó una conmoción generalizada en el país y sentidas muestras de dolor por parte de sus simpatizantes y gente del pueblo se evidenciaron en su velatorio y sepelio, convirtiéndose este en uno de los más concurrido en la historia política reciente, solamente equiparable al del propio Balaguer. A raíz de su muerte, el gobierno dominicano decreto tres días de duelo nacional en reconocimiento a sus "méritos personales y aportes indiscutibles a la democracia" como dijera el presidente Leonel Fernández al momento de dar a conocer la medida. Después de su muerte, el PRD logró la mayoría en las elecciones de ese año tanto en el congreso nacional como en los ayuntamientos locales.

## Vida personal
Peña Gómez estuvo casado cuatro veces:
La primera esposa fue, Melva Del Carmen Pichardo Matías con quien caso en Santo Domingo en el año 1962. Su hija Angela Dolores Peña Pichardo.
Su segunda esposa fue, Julia Idalia Guaba Martínez con quien se casó en el año 1969 y tuvo cuatro hijos: Lourdes Fátima, Luz del Alba (Luchy)†, José Francisco (José Frank) y Francisco Antonio (Tony). 
Durante su tercer matrimonio, en 1975 con Ana Rosa Meléndez (quien fuera Directora del Museo de Arte Moderno Dominicano), le da el apellido a una niña (María Rosa), quien al nacer había sido abandonada en el hospital público de Maternidad por su madre biológica (una empleada doméstica). 
Su cuarto y último matrimonio fue con Alba María "Peggy" Cabral Cornero, en el año 1986, hija del escritor dominicano Manuel del Cabral, y con quien no tuvo hijos. Peña tuvo 9 hijos en total.

## Legado
Peña Gómez fue uno de los líderes más populares de la historia política reciente en la República Dominicana, especialmente entre las masas pobres. En el momento de su muerte, con sus admiradores que convergen en Santo Domingo de todas las áreas del país, el gobierno dominicano tuvo que aceptar que su cuerpo se mostrará en el Estadio Olímpico Félix Sánchez, del Centro Olímpico Juan Pablo Duarte para dar cabida a la multitud que lo esperaba.
Peña Gómez en la República Dominicana es sinónimo de democracia, debido a sus discursos populistas. Su gran poder de convocatoria y su gran oratoria lo hacía llenar puentes y avenidas en tiempos de campaña electoral. Quizás su mayor defecto radicaba en su carácter efusivo y vehemente, su personalidad temperamental a veces lo llevaba a cometer errores, que luego eran utilizados en su contra por su rival el Doctor Joaquín Balaguer en las campañas. Una vez en uno de sus muy concurridos discursos dijo "Pooooorque si me tocan... la República Dominicana cogerá fuego por la' cuatro' esquina' compañero", frase que fue muy utilizada en su contra. Debido a su color de piel, fue víctima de mucho racismo, incluso por miembros de su partido político. Su verdadero origen siempre ha sido tema de discusión en la República Dominicana. Aunque la versión más aceptada es la que existe en su biografía actual, Peña nunca negó ni confirmó oficialmente su verdadero origen.
Como intelectual Peña Gómez tenía en su haber 4 títulos académicos y dominaba 7 idiomas, entre los que se encontraban aparte de su lengua nativa el español; inglés, francés, italiano, portugués, alemán y ruso.
Fue Vicepresidente de la Internacional Socialista y Presidente del Comité de la IS para América Latina y el Caribe, SICLAC. Después de su muerte su esposa Peggy Cabral tomó su lugar.
También es conocido por ser el creador implícito del Dos más Dos una fórmula política creada para permitir que dos candidatos tomen posesión de un escaño en el Senado, consecutivamente, durante un período electoral. Fue creado para complacer a los miembros inconformes del PRD que no concederían la victoria a otro miembro de ganar para el mismo lugar. Aunque sea una medida claramente antidemocrática, existe una laguna en la Constitución Dominicana, que permite a un funcionario electo negociar o cambiar su asiento a favor de los miembros de su propio partido con todos los privilegios de un senador.
Solía llamar a los miembros de su partido con el mote compañero.
En su honor, el aeropuerto más importante de la República Dominicana pasó a llamarse de Aeropuerto Internacional Las Américas (AILA) a Aeropuerto Internacional Las Américas - Dr. José Francisco Peña Gómez - JFPG incluyendo las siglas de su nombre.
Una película de Agliberto Meléndez, estrenada el 30 de noviembre de 2015, Del Color de la Noche, traza la vida de José Francisco Peña Gómez, desde la perspectiva de la dificultad de acceso de un negro al lugar que se merece y de su propia lucha por la igualdad.

## Obras
- Himno oficial del Partido Revolucionario Dominicano.
- II-Hacia la democracia: 16 de agosto de 1978-15 de agosto de 1982.
- III-Por la conquista de la democracia : 1974-15 de agosto de 1978.
- IV-Construcción de la democracia: 16 de agosto de 1978 - 15 de agosto de 1982.
- V-Participación en la democracia: 16 de agosto de 1982-15 de agosto de 1986.
- El antillanismo de Hostos, Betances y Luperón (Discurso).
- Fracaso de la democracia representativa a la luz del Derecho Constitucional (Tesis Doctoral)
- Gestión Municipal, 1982-1986.